# Costifrons severus
Costifrons severus là một loài tò vò trong họ Ichneumonidae.